# Стереотип
Стереоти́п (от др.-греч. στερεός «твёрдый» + τύπος «отпечаток») — заранее сформированная человеком мыслительная оценка чего-либо, которая может отражаться в стереотипном поведении. Стереотип может быть как отрицательным, так и положительным, поэтому необходимо разграничивать стереотип и предрассудки, которые бывают только негативными.

## Стереотип по Липпману
Согласно У. Липпману, возможно вывести следующее определение: стереотип — это принятый в исторической общности образец восприятия, фильтрации, интерпретации информации при распознавании и узнавании окружающего мира, основанный на предшествующем социальном опыте. Система стереотипов представляет собой социальную реальность.
Определение Уолтера Липпмана обладает значительным познавательным потенциалом для социологов и социальных психологов, так как позволяет проводить различение между тем, что предстаёт, и тем, что представляют. Так, в 1999-м году на конгрессе Европейской ассоциации экспериментальной социальной психологии, проходившем в Оксфорде, 13 из 33 симпозиумов были сфокусированы на проблематике стереотипов, предубеждений и дискриминации. В своей книге «Общественное мнение» Липпман предвосхитил основные смыслы, которые в дальнейшем исследователи обнаружили в стереотипах, а само понятие прочно вошло в обыденный язык.

### Экономия усилий
Область построения стереотипов простирается от небылицы до осознанного использования учёными округлённых результатов вычислений. Вся человеческая культура — это, главным образом отбор, реорганизация, отслеживание разных моделей среды. Формирование стереотипов — это экономия собственных усилий, так как попытка увидеть все вещи заново и в подробностях, а не как типы и обобщения, утомительна, а для занятого человека обречена на провал. Дополнительно следует отметить случаи отказа от типизаций: в близком кругу нет способа подменить чем-либо индивидуализированное понимание или как-то сэкономить на нём. Те, кого мы любим и кем восхищаемся, в большинстве своём — это мужчины и женщины, знают скорее нас самих, а не классификацию, под которую нас можно подвести.

### Стереотипы как защита
Помимо экономии усилий, стереотипы выполняют ещё одну функцию: системы стереотипов могут служить ядром нашей личной традиции, способом защиты нашего положения в обществе. Они представляют собой упорядоченную, более или менее непротиворечивую картину мира. В ней удобно разместились наши привычки, вкусы, способности, удовольствия и надежды. Стереотипная картина мира может быть неполной, но это картина возможного мира, к которому мы приспособились. В этом мире люди и предметы занимают предназначенные им места и действуют ожидаемым образом. Мы чувствуем себя в этом мире как дома, мы составная часть его.
Поэтому неудивительно, что любое изменение стереотипов воспринимается как атака на основы мироздания. Это атака на основания нашего мира, и когда речь идёт о серьёзных вещах, то нам на самом деле не так просто допустить, что существует какое-то различие между нашим личным миром и миром вообще.
Система стереотипов — не просто способ замены пышного разнообразия и беспорядочной реальности на упорядоченное представление о ней, только сокращённый и упрощённый путь восприятия. Стереотипы служат гарантией нашего самоуважения и целостности мышления; проецируют во внешний мир осознание наших ценностей; защищают наше положение в обществе и наши права, а следовательно, стереотипы наполнены чувствами, предпочтениями, приязнью или неприязнью, ассоциируются со страхами, желаниями, влечениями, гордостью, надеждой. Объект, который активизирует стереотип, оценивается в связи с соответствующими эмоциями.

### Динамика стереотипов
Индивид выносит суждения при помощи стереотипа быстрее, чем при помощи рационального вывода. Непосредственное впечатление (от стимула) и ранее сложившееся мнение (стереотип) появляются в сознании одновременно. Стереотипы сопротивляются преобразованию и критике. В случаях, когда опыт вступает в противоречие со стереотипом, возможен двоякий исход: если индивид уже утратил определённую гибкость или ему в силу какой-то значительной заинтересованности крайне неудобно менять свои стереотипы, он может проигнорировать это противоречие или найти какую-то ошибку, а затем забыть об этом событии. Но если он не утратил любопытства или способности думать, то новшество интегрируется в уже существующую картину мира и изменяет её.

### Советская традиция

Схема стереотипа

Содержательно связь между «динамической стереотипией» Павлова и стереотипами Липпмана представляется достаточно прозрачной (для обоих важно что стереотип — это слепок окружающей реальности, позволяющий приспособиться к многообразию), хотя различие подходов к изучению понятно: Липпман акцентирует внимание на социальности стереотипов и того, какое значение они играют в функционировании общества и общностей, а Павлов — на физиологии нервной деятельности.
В 1920—1930-е годы физиологическая школа И. П. Павлова активно занималась изучением феномена, названного Павловым «динамической стереотипией». В основу представления русской физиологической школы о стереотипе легла способность мозга фиксировать однотипные изменения среды и соответственно реагировать на эти изменения.
Определение динамического стереотипа (по И. П. Павлову) — слаженная уравновешенная система внутренних процессов больших полушарий, соответствующая внешней системе условных раздражителей. Отметим, что определение академика Павлова содержательно соответствует определению системности Э. А. Асратяна. Возможно привести и другое определение, где стереотип это цепь нервных следов от прежних раздражителей, срабатывающих, в отличие от условных и безусловных рефлексов, в отсутствие внешнего стимула.
Осознание необходимости концептуализации стереотипа пришло в ходе экспериментов по выработке условных рефлексов на чередующиеся через одинаковые паузы положительные и отрицательные звуковые и кожные раздражители. Выявленный эффект заключался в том, что после укрепления такой деятельности новые рефлексы вырабатывались очень быстро, а в ряде случаев возникали с первого же применения новых раздражителей, при этом воспроизводился ранее сформированный ритм возбуждения и торможения, соответствующий порядку применения положительных и отрицательных сигналов.
На изменение внешнего стереотипа мозг реагирует рядом характерных перестроек, которые отражаются в отдельных звеньях системы, во всей системе или, наконец, всей высшей нервной деятельности. Внешние изменения могут привести как к улучшению, так и к ухудшению протекания высших функций вплоть до развития глубокого невроза. Павлов обратил внимание, что «процессы установки стереотипа и нарушений его и есть субъективно разнообразные положительные и отрицательные чувства».